# Llista de comtats de Carolina del Nord

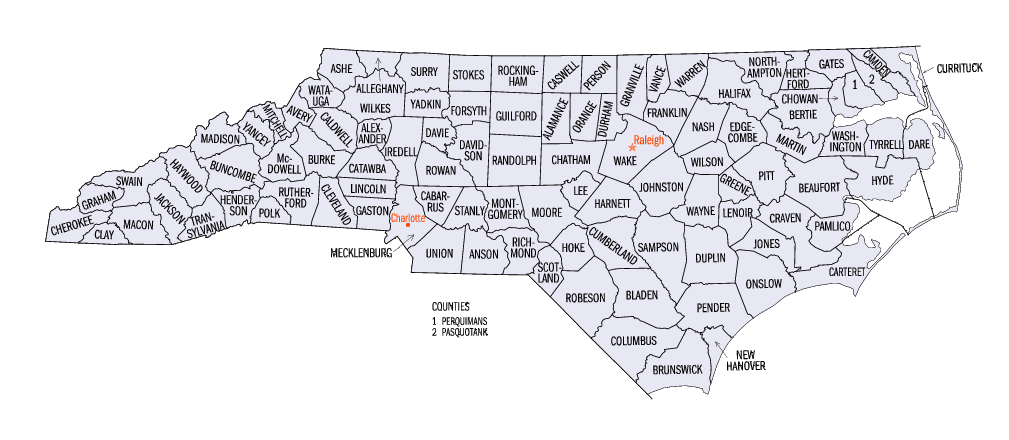
Mapa dels comtats de l'estat de Carolina del Nord.

L'estat nord-americà de Carolina del Nord s'organitza en 100 comtats que són subdivisions del govern estatal.
El comtat més poblat de l'estat és el comtat de Wake amb més de 1,2 milions d'habitants segons l'estimació del cens de 2024. Mentre que el comtat de Tyrrell és el de menys població amb poc més de 3.500 habitants. Dare és el comtat més extens amb gairebé una superfície de 4.000 km² (però dels quals només 993 km² corresponen a l'àrea continental, la resta inclou la part central dels Outer Banks que conté l'illa de Roanoke), mentre que el comtat de Clay és el de menys extensió amb 572 km² de superfície.
L'abreviació postal de Carolina del Nord és NC i el seu codi FIPS d'estat és el 37.

## Curiositat
Carolina del Nord també va crear tres comtats a les dècades de 1780 i 1790 que avui dia estan fora dels límits de l'estat:
- L'assentament de Watauga, rebatejat com a Districte de Washington, annexat a Carolina del Nord el 1776, el nom va canviar a Comtat de Washington el 1777 i cedit al govern dels Estats Units el 1790.[6]
- Comtat de Sullivan, format el 1779 a partir del comtat de Washington, actualment a l'estat de Tennessee.[7]
- Comtat de Davidson, format a partir del comtat de Washington el 1783, actualment a l'estat de Tennessee.[8]

## Història
Després de la restauració de la monarquia el 1660, el rei Carles II va recompensar vuit persones el 24 de març de 1663 pel seu suport fidel als seus esforços per recuperar el tron d'Anglaterra. Va donar als vuit concessionaris, anomenats Lords proprietors, la terra anomenada Carolina (en honor del rei Carles I, el seu pare). La Província de Carolina, de 1663 a 1729, va ser una colònia anglesa (1663–1707), després britànica (des de la unió de 1707 amb Escòcia). El 1729, la província de Carolina del Nord es va convertir en una entitat separada de la província de Carolina del Sud.

## Comtats actuals
| Nom del comtat | Seu del comtat | Data de creació | Origen                                                                | Etimologia del nom | Població (2024) | Superfície | Mapa                   |
| -------------- | -------------- | --------------- | --------------------------------------------------------------------- | --- | --------------- | ---------- | ---------------------- |
| Alamance       | Graham         | 1849            | A partir del comtat d'Orange.                                         | Per la batalla d'Alamance, i aquesta per una antiga paraula nativa utilitzada per descriure l'argila de color blau al fons del rierol d'Alamance.                        | 183.040         | 1.124 km²  | Comtat d'Alamance      |
| Alexander      | Taylorsville   | 1847            | A partir dels comtats de Caldwell, Iredell i Wilkes.                  | Per William J. Alexander, president de la Cambra dels Comuns de Carolina del Nord.                                                                                       | 36.693          | 684 km²    | Comtat d'Alexander     |
| Alleghany      | Sparta         | 1859            | A partir del comtat d'Ashe.                                           | Per una corrupció del nom lenape donat al riu Allegheny que significava "un bon rierol".                                                                                 | 11.379          | 611 km²    | Comtat d'Alleghany     |
| Anson          | Wadesboro      | 1750            | A partir del comtat de Bladen.                                        | Per George Anson, almirall britànic. | 22.432          | 1.391 km²  | Comtat d'Anson         |
| Ashe           | Jefferson      | 1799            | A partir del comtat de Wilkes.                                        | Per Samuel Ashe, jutge del tribunal superior i governador de Carolina del Nord.                                                                                          | 27.266          | 1.111 km²  | Comtat d'Ashe          |
| Avery          | Newland        | 1911            | A partir dels comtats de Caldwell, Mitchell i Watauga.                | Per Waightstill Avery, oficial de la milícia de Carolina del Nord durant la Guerra d'independència.                                                                      | 17.811          | 642 km²    | Comtat d'Avery         |
| Beaufort       | Washington     | 1712            | A partir del comtat de Bath.                                          | Per Henry Somerset, segon duc de Beaufort, que el 1709 es va convertir en un dels Lords proprietary de Carolina.                                                         | 44.576          | 2.494 km²  | Comtat de Beaufort     |
| Bertie         | Windsor        | 1722            | A partir del comtat de Chowan.                                        | Per Henry Bertie, polític britànic i Lord proprietor de Carolina. | 16.939          | 1.919 km²  | Comtat de Bertie       |
| Bladen         | Elizabethtown  | 1734            | A partir del comtat de New Hanover.                                   | Per Martin Bladen, membre de la Comissió del Comerç del Regne Unit. | 29.777          | 2.300 km²  | Comtat de Bladen       |
| Brunswick      | Bolivia        | 1764            | A partir dels comtats de Bladen i New Hanover.                        | Per Jordi I de la Gran Bretanya, duc de Brunsvic-Lüneburg. | 167.112         | 2.719 km²  | Comtat de Brunswick    |
| Buncombe       | Asheville      | 1791            | A partir dels comtats de Burke i Rutherford.                          | Per Edward Buncombe, soldat de la Guerra d'independència. | 279.210         | 1.709 km²  | Comtat de Buncombe     |
| Burke          | Morganton      | 1777            | A partir del comtat de Rowan.                                         | Per Thomas Burke, membre del Congrés Continental i governador de Carolina del Nord.                                                                                      | 88.545          | 1.331 km²  | Comtat de Burke        |
| Cabarrus       | Concord        | 1792            | A partir del comtat de Mecklenburg.                                   | Per Stephen Cabarrus, president de la Cambra de Representants de Carolina del Nord.                                                                                      | 244.925         | 943 km²    | Comtat de Cabarrus     |
| Caldwell       | Lenoir         | 1841            | A partir dels comtat de Burke i Wilkes.                               | Per Joseph Caldwell, primer president de la Universitat de Carolina del Nord a Chapel Hill.                                                                              | 80.739          | 1.230 km²  | Comtat de Caldwell     |
| Camden         | Camden         | 1777            | A partir del comtat de Pasquotank.                                    | Per Charles Pratt, primer comte de Camden, judge i polític britànic que es van oposar a la tributació dels colons americans.                                             | 11.184          | 803 km²    | Comtat de Camden       |
| Carteret       | Beaufort       | 1722            | A partir del comtat de Craven.                                        | Per John Carteret, segon comte de Granville, que heretà una vuitena part de la província de Carolina a través del seu besavi George Carteret.                            | 70.259          | 3.445 km²  | Comtat de Carteret     |
| Caswell        | Yanceyville    | 1777            | A partir del comtat d'Orange.                                         | Per Richard Caswell, membre del primer Congrés Continental i primer governador de Carolina del Nord després de la Declaració d'Independència.                            | 22.363          | 1.111 km²  | Comtat de Caswell      |
| Catawba        | Newton         | 1842            | A partir del comtat de Lincoln.                                       | Pel poble catawba. | 167.054         | 1.077 km²  | Comtat de Catawba      |
| Chatham        | Pittsboro      | 1771            | A partir del comtat d'Orange.                                         | Per William Pitt, primer comte de Chatham, primer ministre de la Gran Bretanya.                                                                                          | 83.874          | 1.836 km²  | Comtat de Chatham      |
| Cherokee       | Murphy         | 1839            | A partir del comtat de Macon.                                         | Pel poble cherokee. | 30.373          | 1.210 km²  | Comtat de Cherokee     |
| Chowan         | Edenton        | 1668            | A partir del comtat històric d'Albemarle.                             | Pel poble chowanoc. | 13.891          | 606 km²    | Comtat de Chowan       |
| Clay           | Hayesville     | 1861            | A partir del comtat de Cherokee.                                      | Per Henry Clay, estadista i orador que va representar Kentucky a la Cambra de Representants i al Senat dels Estats Units.                                                | 12.042          | 572 km²    | Comtat de Clay         |
| Cleveland      | Shelby         | 1841            | A partir dels comtats de Lincoln i Rutherford.                        | Per Benjamin Cleveland, coronel durant la Guerra d'Independència que va participar a la batalla de Kings Mountain.                                                       | 102.194         | 1.212 km²  | Comtat de Cleveland    |
| Columbus       | Whiteville     | 1808            | A partir dels comtats de Bladen i Brunswick.                          | Per Cristòfor Colom, navegant, cartògraf, almirall, virrei i governador general de les Índies al servei dels reis Catòlics.                                              | 50.054          | 2.473 km²  | Comtat de Columbus     |
| Craven         | New Bern       | 1705            | A partir del comtat de Bath.                                          | Per William Craven, primer comte de Craven i Lord proprietor de la colònia de Carolina.                                                                                  | 104.167         | 2.002 km²  | Comtat de Craven       |
| Cumberland     | Fayetteville   | 1754            | A partir del comtat de Bladen.                                        | Per Guillem August de Cumberland, fill menor de Jordi II del Regne Unit.                                                                                                 | 338.430         | 1.704 km²  | Comtat de Cumberland   |
| Currituck      | Currituck      | 1668            | A partir del comtat d'Albemarle.                                      | Tradicionalment es diu que és una paraula índia per a designa les oques salvatges, també traduïda com a "coratank".                                                      | 32.278          | 1.362 km²  | Comtat de Currituck    |
| Dare           | Manteo         | 1870            | A partir dels comtats de Currituck, Hyde i Tyrrell.                   | Per Virginia Dare, considerada la primera criatura de pares anglesos nascuda a Amèrica.                                                                                  | 38.183          | 3.994 km²  | Comtat de Dare         |
| Davidson       | Lexington      | 1822            | A partir del comtat de Rowan.                                         | Per William Lee Davidson, militar de la milícia de Carolina del Nord a la Guerra d'independència.                                                                        | 177.809         | 1.471 km²  | Comtat de Davidson     |
| Davie          | Mocksville     | 1836            | A partir del comtat de Rowan.                                         | Per William Richardson Davie, membre de la Convenció de Filadèlfia i governador de Carolina del Nord.                                                                    | 45.383          | 689 km²    | Comtat de Davie        |
| Duplin         | Kenansville    | 1750            | A partir del comtat de New Hanover.                                   | Per Thomas Hay, vescomte de Duplin. | 50.539          | 2.124 km²  | Comtat de Duplin       |
| Durham         | Durham         | 1881            | A partir dels comtat d'Orange i Wake.                                 | Per la ciutat de Durham, i aquesta en honor al doctor Bartlett S. Durham, que va donar el terreny per establir-la.                                                       | 343.628         | 772 km²    | Comtat de Durham       |
| Edgecombe      | Tarboro        | 1741            | A partir del comtat de Bertie.                                        | Per Richard Edgcumbe, primer baró d'Edgcumbe. | 49.124          | 1.313 km²  | Comtat d'Edgecombe     |
| Forsyth        | Winston-Salem  | 1849            | A partir del comtat de Stokes.                                        | Per Benjamin Forsyth, oficial nord-americà durant la Guerra anglo-americana de 1812.                                                                                     | 398.143         | 1.067 km²  | Comtat de Forsyth      |
| Franklin       | Louisburg      | 1779            | A partir del comtat històric de Bute.                                 | Per Benjamin Franklin, un dels Pares fundadors dels Estats Units. | 79.771          | 1.279 km²  | Comtat de Franklin     |
| Gaston         | Gastonia       | 1846            | A partir del comtat de Lincoln.                                       | Per William Gaston, jurista del Tribunal Suprem de Carolina del Nord. | 242.010         | 943 km²    | Comtat de Gaston       |
| Gates          | Gatesville     | 1779            | A partir dels comtats de Chowan, Hertford i Perquimans.               | Per Horatio Gates, oficial de l'exèrcit britànic, i posteriorment, general estatunidenc durant la Guerra d'independència.                                                | 10.299          | 896 km²    | Comtat de Gates        |
| Graham         | Robbinsville   | 1872            | A partir del comtat de Cherokee.                                      | Per William Alexander Graham, senador i governador de Carolina del Nord.                                                                                                 | 8.179           | 782 km²    | Comtat de Graham       |
| Granville      | Oxford         | 1746            | A partir del comtat d'Edgecombe.                                      | Per John Carteret, segon comte de Granville, hereu d'una vuitena part a la província de Carolina a través del seu besavi George Carteret.                                | 61.544          | 1.393 km²  | Comtat de Granville    |
| Greene         | Snow Hill      | 1799            | A partir del comtat històric de Dobbs.                                | Originalment anomenat comtat de Glasgow fins al 1799. Per Nathanael Greene, general estatunidenc durant la Guerra d'independència.                                       | 20.671          | 692 km²    | Comtat de Greene       |
| Guilford       | Greensboro     | 1771            | A partir dels comtats d'Orange i Rowan.                               | Per Francis North, primer comte de Guilford. | 558.816         | 1.704 km²  | Comtat de Guilford     |
| Halifax        | Halifax        | 1758            | A partir del comtat d'Edgecombe.                                      | Per George Montagu-Dunk, segon comte de Halifax. | 46.992          | 1.891 km²  | Comtat de Halifax      |
| Harnett        | Lillington     | 1855            | A partir del comtat de Cumberland.                                    | Per Cornelius Harnett, delegat del Congrés Continental. | 146.096         | 1.557 km²  | Comtat de Harnett      |
| Haywood        | Waynesville    | 1808            | A partir del comtat de Buncombe.                                      | Per John Haywood, tresorer de l'Estat de Carolina del Nord. | 63.048          | 1.437 km²  | Comtat de Haywood      |
| Henderson      | Hendersonville | 1838            | A partir delcomtat de Buncombe.                                       | Per Leonard Henderson, jurista del Tribunal Suprem de Carolina del Nord.                                                                                                 | 120.771         | 971 km²    | Comtat de Henderson    |
| Hertford       | Winton         | 1759            | A partir dels comtats de Bertie, Chowan i Northampton.                | Per Francis Seymour-Conway, primer marquès de Hertford. | 19.169          | 932 km²    | Comtat de Hertford     |
| Hoke           | Raeford        | 1911            | A partir dels comtats de Cumberland i Robeson.                        | Per Robert Hoke, general confederat durant la Guerra civil. | 55.382          | 1.015 km²  | Comtat de Hoke         |
| Hyde           | Swan Quarter   | 1712            | A partir del comtat de Bath.                                          | Per Edward Hyde, governador de la província de Carolina del Nord. | 4.583           | 3.779 km²  | Comtat de Hyde         |
| Iredell        | Statesville    | 1788            | A partir del comtat de Rowan.                                         | Per James Iredell, un dels primers jutges de la Cort Suprema dels Estats Units.                                                                                          | 206.361         | 1.546 km²  | Comtat d'Iredell       |
| Jackson        | Sylva          | 1851            | A partir dels comtats de Haywood i Macon.                             | Per Andrew Jackson, setè president dels Estats Units. | 45.281          | 1.282 km²  | Comtat de Jackson      |
| Johnston       | Smithfield     | 1746            | A partir del comtat de Craven.                                        | Per Gabriel Johnston, governador de la província de Carolina del Nord.                                                                                                   | 249.794         | 2.062 km²  | Comtat de Johnston     |
| Jones          | Trenton        | 1779            | A partir del comtat de Craven.                                        | Per Willie Jones, delegat de Carolina del Nord al Congrés Continental.                                                                                                   | 9.462           | 1.228 km²  | Comtat de Jones        |
| Lee            | Sanford        | 1907            | A partir dels comtats de Chatham i Moore.                             | Per Robert E. Lee, general de l'exèrcit confederat durant la Guerra civil.                                                                                               | 68.537          | 671 km²    | Comtat de Lee          |
| Lenoir         | Kinston        | 1791            | A partir del comtat històric de Dobbs.                                | Per William Lenoir, general estatunidenc durant la Guerra d'independència.                                                                                               | 55.332          | 1.039 km²  | Comtat de Lenoir       |
| Lincoln        | Lincolnton     | 1779            | A partir del comtat històric de Tryon.                                | Per Benjamin Lincoln, general estatunidenc durant la Guerra d'independència.                                                                                             | 97.611          | 790 km²    | Comtat de Lincoln      |
| Macon          | Franklin       | 1828            | A partir del comtat de Haywood.                                       | Per Nathaniel Macon, membre i president de la Cambra de Representants dels Estats Units.                                                                                 | 38.717          | 1.347 km²  | Comtat de Macon        |
| Madison        | Marshall       | 1851            | A partir dels comtats de Buncombe i Yancey.                           | Per James Madison, quart president dels Estats Units. | 22.352          | 1.168 km²  | Comtat de Madison      |
| Martin         | Williamston    | 1774            | A partir dels comtats de Halifax i Tyrrell.                           | Per Josiah Martin, últim governador de la Província de Carolina del Nord.                                                                                                | 21.523          | 1.184 km²  | Comtat de Martin       |
| McDowell       | Marion         | 1842            | A partir dels comtats de Burke i Rutherford.                          | Per Joseph McDowell, militar durant la Guerra d'independència. | 45.269          | 1.153 km²  | Comtat de McDowell     |
| Mecklenburg    | Charlotte      | 1762            | A partir del comtat d'Anson.                                          | Per Carlota de Mecklenburg-Strelitz, reina consort de Jordi III del Regne Unit.                                                                                          | 1.206.285       | 1.414 km²  | Comtat de Mecklenburg  |
| Mitchell       | Bakersville    | 1861            | A partir dels comtats de Burke, Caldwell, McDowell, Watauga i Yancey. | Per Elisha Mitchell, professor de la Universitat de Carolina del Nord que va mesurar l'altitud del mont Mitchell.                                                        | 15.030          | 575 km²    | Comtat de Mitchell     |
| Montgomery     | Troy           | 1779            | A partir del comtat d'Anson.                                          | Per Richard Montgomery, general estatunidenc durant la Guerra d'independència.                                                                                           | 26.364          | 1.300 km²  | Comtat de Montgomery   |
| Moore          | Carthage       | 1784            | A partir del comtat de Cumberland.                                    | Per Alfred Moore, capità durant la Guerra d'independència i judge associat del Tribunal Suprem dels Estats Units.                                                        | 108.417         | 1.829 km²  | Comtat de Moore        |
| Nash           | Nashville      | 1777            | A partir del comtat d'Edgecombe.                                      | Per Francis Nash, brigadier general durant la Guerra d'independència. | 97.990          | 1.406 km²  | Comtat de Nash         |
| New Hanover    | Wilmington     | 1729            | A partir del comtat de Craven.                                        | Per la família reial de la Gran Bretanya, membres de la casa de Hannover.                                                                                                | 243.333         | 852 km²    | Comtat de New Hanover  |
| Northampton    | Jackson        | 1741            | A partir del comtat de Bertie.                                        | Per James Compton, 5è comte de Northampton, un noble i polític britànic.                                                                                                 | 16.580          | 1.427 km²  | Comtat de Northampton  |
| Onslow         | Jacksonville   | 1734            | A partir del comtat de New Hanover.                                   | Per Arthur Onslow, president de la Cambra dels Comuns del Regne Unit. | 212.954         | 2.344 km²  | Comtat d'Onslow        |
| Orange         | Hillsborough   | 1752            | A partir dels comtats de Bladen County, Granville i Johnston.         | Possiblement per Guillem III, príncep sobirà d'Orange. | 152.877         | 1.039 km²  | Comtat d'Orange        |
| Pamlico        | Bayboro        | 1872            | A partir dels comtats de Beaufort i Craven.                           | Per la Pamlico Sound, i aquesta pel poble Pamlico. | 12.550          | 1.456 km²  | Comtat de Pamlico      |
| Pasquotank     | Elizabeth City | 1668            | A partir del comtat històric d'Albemarle.                             | Derivat de la paraula algonquina "pasketanki", que significava "on el corrent del riu es divideix o es bifurca".                                                         | 41.418          | 749 km²    | Comtat de Pasquotank   |
| Pender         | Burgaw         | 1875            | A partir del comtat de New Hanover.                                   | Per William Dorsey Pender, soldat confederat. | 70.077          | 2.419 km²  | Comtat de Pender       |
| Perquimans     | Hertford       | 1668            | A partir del comtat històric d'Albemarle.                             | | 13.460          | 852 km²    | Comtat de Perquimans   |
| Person         | Roxboro        | 1791            | A partir del comtat de Caswell.                                       | Per Thomas Person, polític i militar de la milícia de Carolina del Nord durant la Guerra d'independència.                                                                | 40.143          | 1.046 km²  | Comtat de Person       |
| Pitt           | Greenville     | 1760            | A partir del comtat de Beaufort.                                      | Per William Pitt, Secretari d'Estat durant la Guerra franco-índia i més tard Primer Ministre de la Gran Bretanya.                                                        | 180.783         | 1.699 km²  | Comtat de Pitt         |
| Polk           | Columbus       | 1855            | A partir dels comtats de Henderson i Rutherford.                      | Per William Polk, militar durant la Guerra d'Independència. | 20.320          | 616 km²    | Comtat de Polk         |
| Randolph       | Asheboro       | 1779            | A partir del comtat de Guilford.                                      | Per Peyton Randolph, un dels pares fundadors dels Estats Units. | 148.389         | 2.046 km²  | Comtat de Randolph     |
| Richmond       | Rockingham     | 1779            | A partir del comtat d'Anson.                                          | Per Charles Lennox, tercer duc de Richmond ferm defensor de les tretze colònies.                                                                                         | 41.990          | 1.243 km²  | Comtat de Richmond     |
| Robeson        | Lumberton      | 1787            | A partir del comtat de Bladen.                                        | Per Thomas Robeson, militar durant la Guerra d'independència. | 118.624         | 2,458 km²  | Comtat de Robeson      |
| Rockingham     | Wentworth      | 1785            | A partir del comtat de Guilford.                                      | Per Charles Watson-Wentworth, segon marquès de Rockingham, primer ministre de la Gran Bretanya.                                                                          | 93.517          | 1.484 km²  | Comtat de Rockingham   |
| Rowan          | Salisbury      | 1753            | A partir del comtat d'Anson.                                          | Per Matthew Rowan, governador interí de la província de Carolina del Nord.                                                                                               | 93.517          | 1.484 km²  | Comtat de Rowan        |
| Rutherford     | Rutherfordton  | 1779            | A partir del comtat històric de Tryon.                                | Per Griffith Rutherford, militar durant la Guerra d'independència. | 65.587          | 1.469 km²  | Comtat de Rutherford   |
| Sampson        | Clinton        | 1784            | A partir del comtat de Duplin.                                        | Per John Sampson, polític durant i després de l'era colonial de Carolina del Nord.                                                                                       | 60.404          | 2.455 km²  | Comtat de Sampson      |
| Scotland       | Laurinburg     | 1899            | A partir del comtat de Richmond.                                      | Per Escòcia, part del Regne de la Gran Bretanya. | 33.898          | 831 km²    | Comtat de Scotland     |
| Stanly         | Albemarle      | 1841            | A partir del comtat de Montgomery.                                    | Per John Stanly, president de la Cambra de Representants de Carolina del Nord.                                                                                           | 67.326          | 1.049 km²  | Comtat de Stanly       |
| Stokes         | Danbury        | 1789            | A partir del comtat de Surry.                                         | Per John Stokes, soldat durant la Guerra d'independència. | 45.857          | 1.181 km²  | Comtat de Stokes       |
| Surry          | Dobson         | 1771            | A partir del comtat de Rowan.                                         | Pel comtat anglès de Surrey, lloc de naixement del governador colonial William Tryon.                                                                                    | 71.547          | 1.391 km²  | Comtat de Surry        |
| Swain          | Bryson City    | 1871            | A partir dels comtats de Jackson i Macon.                             | Per David L. Swain, 26è governador de l'estat i president de la Universitat de Carolina del Nord a Chapel Hill.                                                          | 13.945          | 1.399 km²  | Comtat de Swain        |
| Transylvania   | Brevard        | 1861            | A partir dels comtats de Henderson i Jackson.                         | Derivat de les paraules llatines trans ("a través de") i sylva ("bosc").                                                                                                 | 34.103          | 984 km²    | Comtat de Transylvania |
| Tyrrell        | Columbia       | 1729            | A partir dels comtats de Chowan, Currituck i Pasquotank.              | Per John Tyrrell, un dels Lords proprietor. | 3.517           | 1.546 km²  | Comtat de Tyrrell      |
| Union          | Monroe         | 1842            | A partir dels comtats d'Anson i Mecklenburg.                          | Nom escollit com a compromís després d'una disputa entre els representants locals del Partit Whig i dels Demòcrates sobre si s'havia de dir comtat de Clay o de Jackson. | 263.386         | 1.658 km²  | Comtat de Union        |
| Vance          | Henderson      | 1881            | A partir dels comtats de Franklin, Granville i Warren.                | Per Zebulon Vance, oficial militar confederat a la Guerra civil, dues vegades governador de Carolina del Nord i senador dels Estats Units.                               | 42.337          | 697 km²    | Comtat de Vance        |
| Wake           | Raleigh        | 1771            | A partir dels comtats de Cumberland, Johnston i Orange.               | Per Margaret Wake, esposa del governador colonial britànic William Tryon.                                                                                                | 1.232.444       | 2.220 km²  | Comtat de Wake         |
| Warren         | Warrenton      | 1779            | A partir del comtat històric de Bute.                                 | Per Joseph Warren, metge i un del spares fundadors dels Estats Units. | 19.081          | 1.150 km²  | Comtat de Warren       |
| Washington     | Plymouth       | 1799            | A partir del comtat de Tyrrell.                                       | Per George Washington, primer president dels Estats Units. | 10.654          | 1.093 km²  | Comtat de Washington   |
| Watauga        | Boone          | 1849            | A partir dels comtats d'Ashe, Caldwell, Wilkes i Yancey.              | Pel riu Watauga, que neix al comtat, el nom prové d'una paraula índia que significa "aigua bonica".                                                                      | 54.997          | 811 km²    | Comtat de Watauga      |
| Wayne          | Goldsboro      | 1779            | A partir del comtat històric de Dobbs.                                | Per Anthony Wayne, general durant la Guerra d'independència. | 120.338         | 1.445 km²  | Comtat de Wayne        |
| Wilkes         | Wilkesboro     | 1778            | A partir del comtat de Surry.                                         | Per John Wilkes, polític britànic. | 66.186          | 1.958 km²  | Comtat de Wilkes       |
| Wilson         | Wilson         | 1855            | A partir dels comtats d'Edgecombe, Johnston, Nash i Wayne.            | Per Louis Dicken Wilson, legislador estatal. | 79.958          | 966 km²    | Comtat de Wilson       |
| Yadkin         | Yadkinville    | 1850            | A partir del comtat de Surry.                                         | Pel riu Yadkin, que creua el comtat. La paraula derivada de Yattken o Yattkin, una paraula siouan que sembla que pot significar "arbre gran" o "lloc de grans arbres".   | 37.995          | 875 km²    | Comtat de Yadkin       |
| Yancey         | Burnsville     | 1833            | A partir dels comtats de Buncombe i Burke.                            | Per Bartlett Yancey, president del senat de Carolina del Nord. | 18.993          | 811 km²    | Comtat de Yancey       |

## Comtats proposats
En la història de l'estat, s'ha proposat oficialment la creació de dos comtats, però que no van reexir: 
- El comtat de Hooper, proposta de creació el 1851 a partir dels comtats de Richmond i Robeson. El 1899, a l'àrea proposada pel comtat de Lillington es va crear el comtat de Scotland.[17][18]
- El comtat de Lillington, proposta de creació el 1859 a partir de parts del comtat de New Hanover. El 1875, a l'àrea proposada pel comtat de Lillington es va crear el comtat de Pender.[19]

## Comtats històrics
Durant la història de l'estat s'han eliminat 7 comtats:
- Comtat d'Albemarle. Es va crear el 1664 i s'eliminà el 1689 dividint-lo entre els comtats de Bertie, Chowan, Currituck, Pasquotank, Perquimans i Tyrrell.[20]
- Comtat de Bath County, eliminat el 1724. Es va dividir entre els comtats de Beaufort, Bladen, Carteret, Craven, Hyde, New Hanover i  Onslow.[21]
- Comtat de Bute. Es va crear el 1764 i s'eliminà el 1779, Es va dividir per crear els comtats de Franklin i Warren.[22]
- Comtat de Clarendon. Es va crear el 1665 i s'eliminà el 1667. Es va integrar al comtat de New Hanover i actualment al de Brunswick.[23]
- Comtat de Dobbs. es va crear el 1758 i s'eliminà el 1791 dividint-lo entre els comtats de Greene i Lenoir.[24]
- Comtat de Beaufort County, formally known as Pamtecough (or Pamticough) County until 1712
- Comtat de Tryon. Es va crear el 1768 i s'eliminà el 1779 dividint-lo entre els comtats de Lincoln i Rutherford.[25]